# 戴國章
戴國章，號山治，福建承宣佈政使司漳州府漳浦縣人。明朝政治人物。

## 生平
诗一房，甲午十一月初四日生。明神宗萬曆四十六年（1618年），中式戊午科福建鄉試第一名舉人（解元）。明熹宗天啓二年（1622年），中式壬戌科会试第八名，三甲三十七名進士。礼部观政，未仕。

## 轶事
戴国章、陈国器、张国经三人為同鄉，中同科进士。三人均有殘疾，戴国章驼背，人称“鞠躬朝天子”；陈国器跛一足，人称“一足跳龙门”；张国经眇一目，人稱“独眼观天象”。三人並稱“三国奇杰”。